# David Ngoombujarra
David Ngoombujarra, właśc. David Bernard Starr (ur. 27 czerwca 1967 w Meekatharra, zm. 17 lipca 2011 w Fremantle) – australijski aktor aborygeński, zdobywca dwóch nagród Australian Film Institute Awards.
Ngoombujarra należał do tzw. „skradzionego pokolenia”. Wystąpił między innymi w filmach Polowanie na króliki, Ned Kelly i Australia.

## Filmografia
- 1988: Młody Einstein jako tancerz aborygeński
- 1995: Correlli jako Warren 'Budgie' Keating
- 1995: Klan McGregorów jako Ninawunda
- 2001: Krokodyl Dundee w Los Angeles jako Arthur
- 2002: Polowanie na króliki (Rabbit-Proof Fence) jako łowca królików
- 2003: Kangur Jack (Kangaroo Jack) jako sierżant 'Pan Jimmy' Inkamala
- 2003: Ned Kelly jako Tribesman
- 2008: Australia jako Magarri